# Kodnamn Hunter
Kodnamn Hunter (norska: Kodenavn Hunter), TV-thriller i 6 avsnitt, är en norsk-svensk samproduktion. Serien sändes i SVT1 våren 2007. Ane Dahl Torp vann Gullruten i kategorin Bästa kvinnliga skådespelare för sin roll i serien. Serien är regisserad och skriven av Jarl Emsell Larsen.
Tv-seriens handling har likheter med Helikopterrånet i Västberga.

## Rollista, urval
- Mads Ousdal - Bjørn Rønningen
- Ane Dahl Torp - Gisela Søderlund/Kicki
- Kristoffer Joner - Frode Muller
- Laila Goody - Carina Bredesen
- Jan Sælid - Dan Wester
- Alexandra Rapaport - Maria Milinkovich